# Khánh Hòa (provincie)
Khánh Hòa is een provincie van Vietnam.
Khánh Hòa telt 1.031.262 inwoners op een oppervlakte van 5258 km².

## Districten
Khánh Hòa is onderverdeeld in twee steden (Nha Trang en Cam Ranh) en zeven districten:
- Cam Lâm
- Diên Khánh
- Khánh Sơn
- Khánh Vĩnh
- Ninh Hòa
- Trường Sa (beter bekend als Spratly-eilanden)
- Vạn Ninh

## Klimaat
In het gebied vallen moessonregens in september. De gemiddelde jaartemperatuur bedraagt 26,7° Celsius en het gebied kent een hoge luchtvochtigheid.